# Nicodemo Parrilla
Nicodemo Parrilla (Cirò Marina, 14 settembre 1959) è un medico e politico italiano, dal 22 giugno 2016 al 9 gennaio 2018 sindaco di Cirò Marina e dal 10 gennaio 2017 al 9 gennaio 2018 presidente della Provincia di Crotone.

## Biografia
Ha conseguito la laurea in Medicina e Chirurgia presso l'Università degli Studi "Gabriele d'Annunzio" di Chieti nel 1986. Dopo aver completato gli studi ha iniziato a esercitare la professione medica nella sua città natale, Cirò Marina. La sua carriera politica ha avuto inizio con l’elezione a sindaco del suo paese il 30 maggio 2006, ruolo che ha ricoperto fino al 14 maggio 2011 quando gli è subentrato Roberto Siciliani. Dopo una pausa, Parrilla è stato rieletto il 22 giugno 2016, mantenendo la carica fino al 9 gennaio 2018; parallelamente, il 10 gennaio 2017 viene eletto presidente della Provincia di Crotone, subentrando a Peppino Vallone e mantenendo il ruolo fino al 9 gennaio 2018.

## Controversie

### L'operazione Stige e l'arresto
All'alba del 9 gennaio 2018 viene arrestato assieme ad altre 168 persone tra Italia e Germania nell'ambito di una maxioperazione dei Carabinieri del ROS e del comando provinciale di Crotone, che ha inoltre comportato un sequestro di beni per oltre 50 milioni di euro. La maxioperazione, che ha comportato anche l'arresto di tre sindaci del crotonese, è volta a smantellare un'organizzazione criminale 'ndranghetista che occupava le istituzioni in diversi centri del crotonese, dell'Italia e della Germania. Parrilla in particolare viene considerato "uno dei rappresentanti della cosca in seno all'amministrazione comunale di Cirò Marina", e un individuo che "ha sempre usato gli incarichi elettivi per curare gli interessi della consorteria".
Parrilla viene successivamente assolto in appello nel 2023.